# Theromyia pegnai
Theromyia pegnai là một loài ruồi trong họ Asilidae. Theromyia pegnai được Artigas miêu tả năm 1970. Loài này phân bố ở vùng Tân nhiệt đới.